# Папуга червонолобий
Папу́га червонолобий (Touit costaricensis) — вид папугоподібних птахів родини папугових (Psittacidae). Мешкає в Коста-Риці і Панамі.

## Опис
Довжина птаха становить 17,5 см, вага 80 г. Забарвлення переважно яскраво-зелене, нижня частина тіла світліша, підборіддя жовте. Лоб і передня частина тімені яскраво-червоні, за очима червоні плями. Плечі і покривні пера крил червоні, махові пера синювато-зелені. Хвіст квадратної форми, зелений з жовтими краями Очі сірувато-коричневі, навколо очей плями голої сірої шкіри, дзьоб жовтуватий, лапи сірі. У самиці червоні плями на голові менші.

## Поширення і екологія
Червонолобі папуги мешкають на карибських схилах гір Коста-Рики і Панами. Вони живуть в кронах вологих гірських і хмарних тропічних лісів та на узліссях, на висоті до 3000 м над рівнем моря. Зустрічаються невеликими зграйками. Взимку частина популяції мігрує в долини.

## Збереження
МСОП класифікує стан збереження цього виду як близький до загрозливого. За оцінками дослідників, популяція червонолобих папуг становить від 4500 до 18000 птахів. Їм можу загрожувати знищення природного середовища.